# 敖勒斯特音呼热淖尔
敖勒斯特音呼热淖尔是一个位于中国内蒙古自治区巴彦淖尔盟的湖泊，面积约为4.45平方千米，属于蒙新高原区。它的一级流域为内流区诸河，二级流域为内蒙古内流区。